# 다이호모-감마-리놀렌산
다이호모-γ-리놀렌산(영어: dihomo-γ-linolenic acid, DGLA)은 20개의 탄소로 구성된 오메가-6 지방산이다. 생리학 문헌에서 다이호모-γ-리놀렌산은 20:3 ω−6으로 표기된다. 다이호모-γ-리놀렌산은 20개의 탄소로 구성된 사슬 및 3개의 시스 이중 결합을 가지고 있는 카복실산이며, 첫 번째 이중 결합은 오메가 말단에서부터 6번째 탄소에 존재한다. 다이호모-γ-리놀렌산은 γ-리놀렌산(18:3 ω−6)의 신장의 산물이다. γ-리놀렌산은 리놀레산(18:2 ω−6)의 불포화 생성물(Δ6-불포화효소에 의한)이다. 다이호모-γ-리놀렌산은 어떤 형태의 (식이) 억제를 겪지 않는 것으로 보이는 효율적인 효소에 의한 γ-리놀렌산의 신장에 의해 체내에서 만들어진다. 다이호모-γ-리놀렌산은 매우 드문 지방산으로 동물성 제품에서만 미량으로 발견된다. 높은 수준의 α-리놀렌산이 존재하면 아라키돈산 경로를 차단하여 γ-리놀렌산으로부터 다이호모-γ-리놀렌산 생성이 향상된다.

## 생물학적 효과
다이호모-γ-리놀렌산의 에이코사노이드 대사산물은 다음과 같다.
- 사이클로옥시제네이스-1(COX-1) 및 사이클로옥시제네이스-2(COX-2) 경로를 통한 시리즈-1 트롬복산(1개의 이중 결합을 가지고 있는 트롬복산)
- 사이클로옥시제네이스-1(COX-1) 및 사이클로옥시제네이스-2(COX-2) 경로를 통한 시리즈-1 프로스타노이드[4]
- 아라키돈산의 류코트라이엔으로의 전환을 차단하는 15-하이드록실 유도체[5]

이러한 모든 효과들은 항염증성이다. 이는 시리즈-2 트롬복산과 프로스타노이드 및 시리즈-4 류코트라이엔인 아라키돈산의 유사한 대사산물과 현저한 대조를 이룬다. 항염증성 에이코사노이드를 생성하는 것 외에도, 다이호모-γ-리놀렌산은 사이클로옥시제네이스 및 리폭시제네이스에 대해 아라키돈산과 경쟁하여 아라키돈산으로부터 에이코사노이드의 생성을 억제한다.
소규모 연구에서 구강을 통해 섭취된 다이호모-γ-리놀렌산은 항혈전 효과를 나타내었다. 식이로 γ-리놀렌산을 보충하면 혈장의 아라키돈산 수치 뿐만 아니라 혈장의 다이호모-γ-리놀렌산의 수치가 증가한다. γ-리놀렌산 및 에이코사펜타엔산의 보충은 Δ5-불포화효소의 활성을 차단함으로써 혈장의 아라키돈산의 수치를 낮추고, 호중성 백혈구에서 류코트라이엔의 합성을 감소시킨다.
|  |

## 같이 보기
- 필수 지방산
- 불포화 지방산
- 오메가-6 지방산